# Епсилон-Аманітин
Епсило́н-Аманіти́н або ε-аманіти́н  це циклічний пептид, що складається з восьми амінокислот. Сполука належить до групи токсинів відомих під назвою аматоксини, з якими має спільну базову хімічну структуру, і міститься в кількох видах грибів роду Amanita, Conocybe, Galerina and Lepiota. До таких грибів належать зокрема мухомор зелений або бліда поганка (Amanita phalloides), мухомор білий смердючий,  Amanita bisporigera та деякі інші.  LD50 ε-аманітину при пероральному прийомі оцінюється такою ж як і для решти аматоксинів і дорівнює 0.1 мг/кг маси тіла.

## Токсичість
Як і усі аматоксини, ε-аманітин є смертельною отрутою для людей. ε-Аманітин є інгібітором РНК полімерази ІІ, зв'язуючись з якою ε-аманітин блокує синтез мРНК, результатом чого є припинення синтезу білків та лізис клітин, зокрема гепатоцитів та клітин  нирок.
Механізм фізіологічної дії, симптоми впливу та отруєння є подібними для всіх аматоксинів. Більше про механізм дії цих сполук та симптоми отруєння ними можна прочитати у статтях про аматоксини та альфа-аманітин.